# (16385) 1981 EQ32
A (16385) 1981 EQ32 a Naprendszer kisbolygóövében található aszteroida. Schelte J. Bus fedezte fel 1981. március 7-én.